# GRINA
GRINA‏ (Glutamate ionotropic receptor NMDA type subunit associated protein 1) هوَ بروتين يُشَفر بواسطة جين GRINA في الإنسان.